# 高嘉華自治市

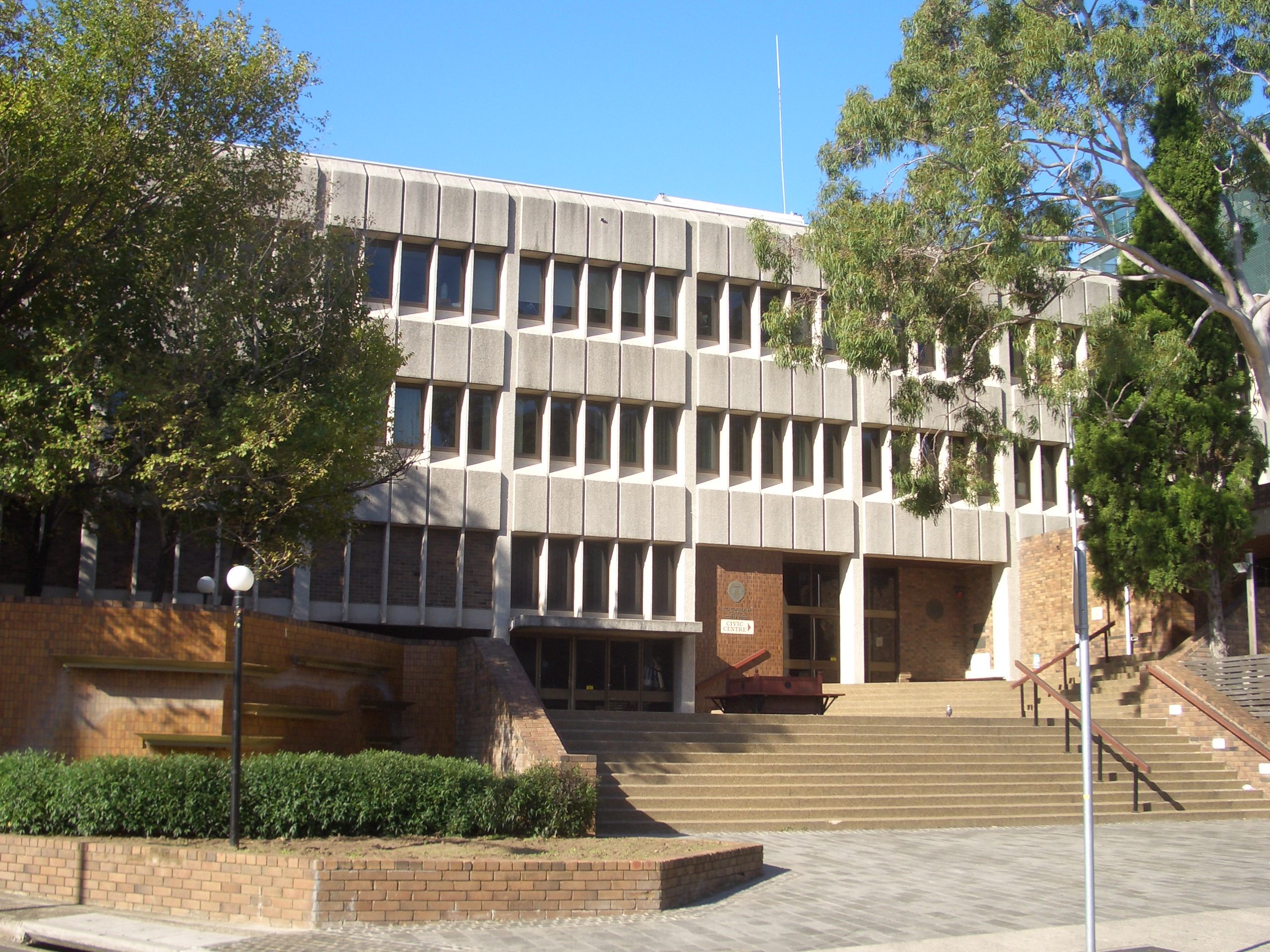
高嘉華市政府行政大樓

高嘉華自治市（英語：Municipality of Kogarah）是澳大利亞南雪梨地區的一個地方政府，位於植物灣之西，與雪梨中央商業區相距14公里；屬於新南威爾斯州聖喬治地區。高嘉華自治市建制於1885年12月22日。

## 人文
根據澳大利亞統計局資料，高嘉華自治市於2002年有居民53,200人。當地人口由馬其頓裔、波斯尼亞裔、克羅埃西亞裔、希臘裔、義大利裔、亞洲裔、印度裔、黎巴嫩裔等。

## 议会
高嘉華自治市議會有議席12座，分由4個選區，各選出3位議員，市長非直選。

## 外部連結
- 高嘉華自治市政府官方網站 （页面存档备份，存于）
- 2001年人口調查 （页面存档备份，存于）

33°58′S 151°08′E / 33.967°S 151.133°E